# Micraeschus croceicincta
Micraeschus croceicincta là một loài bướm đêm trong họ Noctuidae.